# Земля Милна
Земля Милна (дат. Milne Land; гренл. Ilimananngip Nunaa) — крупный остров у восточного побережья Гренландии. Расположен во фьорде Скорсби. Площадь — 3913 км². Составляет около 113 км в длину и до 45 км — в ширину. Высшая точка острова составляет 2200 м над уровнем моря. Необитаем, ближайший населённый пункт — Иллоккортоормиут, расположен на полуострове Земля Джеймсона.
Назван по имени офицера британского королевского флота Девида Милна.